# Kanton Lunéville-Nord
Kanton Lunéville-Nord (fr. Canton de Lunéville-Nord) byl francouzský kanton v departementu Meurthe-et-Moselle v regionu Lotrinsko. Tvořilo ho 19 obcí. Zrušen byl po reformě kantonů 2014.

## Obce kantonu
- Anthelupt
- Bauzemont
- Bienville-la-Petite
- Bonviller
- Courbesseaux
- Crévic
- Deuxville
- Drouville
- Einville-au-Jard
- Flainval
- Hoéville
- Hudiviller
- Lunéville (severní část)
- Maixe
- Raville-sur-Sânon
- Serres
- Sommerviller
- Valhey
- Vitrimont